# مسعود فولادی
مسعود فولادی مقدم (انگلیسی: Masoud Fouladi Moghaddam) (زاده ۱ خرداد ۱۳۶۴ در بندر انزلی )ساکن ترکیه است.

## زندگی‌نامه
او یک موسیقی‌دان ایرانی، دی‌جی و تولید کنندهٔ موسیقی ترنس است. مسعود در بزرگترین رتبه‌بندی جهانی دی‌جی‌ها به وسیلهٔ مجلّهٔ دی‌جی، رتبهٔ ۲۵۴ را کسب کرد و نیز دی‌جی لیست او را جز ۱۰۰ دی‌جی برتر جهان می‌دانست.وی در حال حاضر از برترین دی جی های ایرانی در کانادا است. از مشهور ترین کارهای او میتوان به آلبوم  Here We Go [feat. Hannah Ray] اشاره کرد.

## نمایش رادیویی ماهانه
مسعود میزبان یک نمایش رادیویی ماهانه با عنوان کاسپین سیشنز (به انگلیسی: The Caspian Sessions) در رادیو افترآاورس. اف‌ام ( AfterHours.FM) و همچنین در تارنمای سرگرمی ایرانیان بیاتو (Bia2.com) است. او در این نمایش بهترین آهنگ‌های پراگرسیو ترنس و هوس ماه را انتخاب می‌کند و در خاتمه، نمایش را با یک موسیقی چیل‌اوت به پایان می‌رساند.

## آهنگ‌شناسی

### تک‌آهنک
- ۲۰۰۹ "Masoud Feat. Josie - Leave It All Behind [Flashover Recordings]" (Tritonal, Jorn Van Deynhoven, Amurai, PrOmid Remixes)[۵]
- ۲۰۱۰ "Masoud Feat. Laurie - Blinded [Flashover Recordings]" (Sebastian Brandt, Ginatron Remixes)[۶]
- ۲۰۱۱ "Caspian Beat - Seven [PM Music]"
- ۲۰۱۱ "Dj MaSound - Don't Be Afraid [Lost Language]"

### تنظیم آهنک
| خواننده     | نام ترانه    | ترانه‌سرا       | آهنگ‌ساز     | تنظیم        |
| ----------- | ------------ | -------------- | ----------- | ------------ |
| سیاوش قمیشی | بر عکس       |                | سیاوش قمیشی | مسعود فولادی |
| سیاوش قمیشی | تکرار        | محمود برزویی   | سیاوش قمیشی | مسعود فولادی |
| سیاوش قمیشی | بی‌تو ریمکس   | شایان جعفرنژاد | سیاوش قمیشی | مسعود فولادی |
| سیاوش قمیشی | هدیه ریمکس   | مسعود هوشمند   | سیاوش قمیشی | مسعود فولادی |
| سیاوش قمیشی | خیلی ممنون   | محسن شیرالی    | سیاوش قمیشی | مسعود فولادی |
| گروه سون    | دنیای بعد تو | علیرضا پیروزی  | امیر قنادی  | مسعود فولادی |
| گروه سون    | دیوونه       | علیرضا پیروزی  | امیر قنادی  | مسعود فولادی |

### EPs

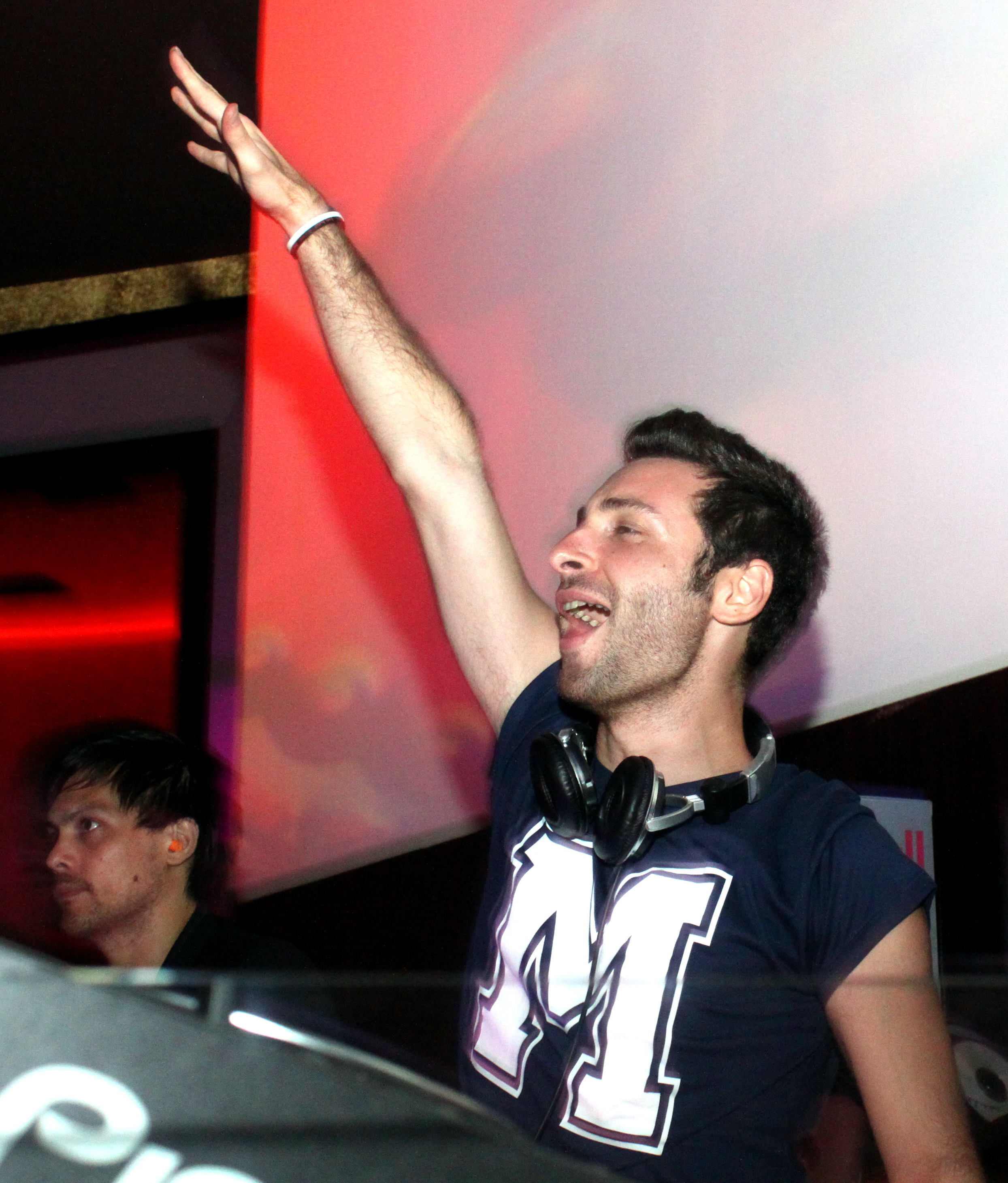

- ۲۰۱۱ "Masoud - Here We Go [feat. Hannah Ray] / Skyward [Armada Music]" (Faruk Sabanci, Ginatron, Phillipe El Sisi Remixes)[۷]

### Remixes
- ۲۰۱۰ "Dj Eco Pres. Pacheco - Staring At The Sea (Masoud Remix) [Flashover Recordings]"
- ۲۰۱۰ "Tasadi - Jupiter (Masoud Remix) [Lost Language]"
- ۲۰۱۰ "Dave Emanuel - Four Noble Truths (Masoud Remix) [Harmonic Breezre Recordings]"
- ۲۰۱۱ "Sophie Sugar & Tom Colontonio - Arlanda (Masoud Remix) [Armada Music]"[۸]